# Dextropropoxyphen
Dextropropoxyphen ist ein vollsynthetisch hergestelltes Opioid mit moderat schmerzstillender Wirksamkeit.
Dextropropoxyphen ist ein reiner Agonist am μ-Opioid-Rezeptor.

## Geschichte
Dextropropoxyphen wurde 1955 als starkes Analgetikum von Lilly patentiert und war von Gödecke (Develin retard, Kapseln zu 150 mg) im Handel. Arzneilich wurde das Hydrochlorid des Dextropropoxyphens eingesetzt.
Dextropropoxyphen ist in Deutschland in Anlage II des Betäubungsmittelgesetzes aufgeführt und seit 2005 ausnahmslos nicht mehr verschreibungsfähig.

## Pharmakologie

### Wirkung
Dextropropoxyphen hat als Opioid dasselbe Wirkungs- und Nebenwirkungsprofil und somit im Wesentlichen dasselbe Gefahrenpotential wie andere Opioide.
Seine analgetische Äquivalenz der Einzeldosis beträgt ein Zwanzigstel der von Morphin. Eine zu Beginn erfolgende Dosis von 150 bis 300 mg (bei erwachsenen Menschen) des Retardpräparates bewirkt eine schmerzstillende Wirkung für 8 bis 12 Stunden.

### Nebenwirkungen
Nebenwirkungen können bei Dextropropoxyphen auftreten, die die vorbestehende Toleranz gegenüber Opioiden aufgrund des Vorkonsums überschreiten. Dies sind Müdigkeit, Schlafstörungen, Benommenheit, Übelkeit, Erbrechen, Ödeme in den Beinen, Harnverhaltung und Obstipation. Sie verschwinden in der Regel mit der Toleranzentwicklung oder Reduktion der Dosis. Am längsten halten sich Schlaf- und sexuelle Störungen.
Anwendung während Schwangerschaft und Stillzeit:
Dextropropoxyphen hat bei Einnahme während der Schwangerschaft eine Wirkung auf den Fötus.

## Handelsnamen
Monopräparate (alle a.V.):
Develin retard (D), Darvon, Darvon-N (CA), Deprancol (NL, B)